# Johann Philipp Breitenstein
Johann Philipp Breitenstein (* 16. Juli 1753 in Niederdorfelden; † 21. November 1825 in Marburg) war ein deutscher reformierter Theologe und Prediger.
Der Sohn eines Lehrers besuchte das Gymnasium in Hanau. Im Anschluss an ein theologisches Studium in Heidelberg, Göttingen und Erlangen bekleidete er eine Predigerstelle in Frankfurt am Main. Nach einer Zwischenstation in Eschersheim war er ab 1785 zweiter Prediger der Marburger Universitätskirche, ehe er 1820 zum ersten Prediger aufrückte.
Breitenstein verfasste eine Reihe exegetischer Schriften, darunter 1813 eine Übersetzung und Kommentierung des Johannesevangeliums.

## Schriften (Auswahl)
- Untersuchungen dunkler Schriftwahrheiten, Erstes Bändchen, Leipzig 1789.
- Das Evangelium Johannis, übersetzt und mit ausführlichen Erläuterungen versehen, Marburg 1813